# Mortierella lignicola
Mortierella lignicola är en svampart som först beskrevs av G.W. Martin, och fick sitt nu gällande namn av W. Gams & R. Moreau 1960. Mortierella lignicola ingår i släktet Mortierella och familjen Mortierellaceae.   Inga underarter finns listade i Catalogue of Life.